# Station Beautiran
Station Beautiran is een spoorwegstation in de Franse gemeente Beautiran. Het wordt bediend door treinen van het netwerk TER Nouvelle-Aquitaine op de trajecten Bordeaux -Agen en Bordeaux -Langon.